# Alexander (Kansas)
Alexander – miasto w Stanach Zjednoczonych, w stanie Kansas, w hrabstwie Rush.